# Horst Fuchs
Horst Fuchs (24. dubna 1946 Frankfurt nad Mohanem – 11. července 2023 Vídeň) byl německý teleshoppingový marketér.

## Život
Horst Fuchs se narodil ve Frankfurtu nad Mohanem a původně pracoval jako dělník v automobilce. Na konci šedesátých let se ukázal jeho obchodnický talent a začal prodávat auta. Zprvu je prodával na pouličních trzích, později začal s jejich nabízením v televizi. Teleshoppingové pořady od WS International s ním se brzy vysílaly v celé řadě dalších zemí. Roku 1984 se přestěhoval do Rakouska.
Od roku 1995 se obchodně zabýval Českem a východní Evropou. Počínaje rokem 2000 začal vysílat v německé televizi QVC a od roku 2001 byly jeho pořady vysílány také v Indii.
Byl kreativním ředitelem v rakouské firmě WS Invention, pro niž teleshoppingové spoty připravoval.

## Teleshopping
Pro Horsta Fuchse bylo typické okázalé vystupování, výrazné oblečení většinou modré barvy, náušnice, mnoho prstenů, brýle s tónovanými skly a schopnost snadno a lehce mluvit o prodávaném předmětu. Jeho reklamy se vyznačují značným množstvím praktických zkoušek kvalit prodávaného výrobku (např. smažení vajíček na karoserii auta ošetřené speciálním přípravkem). K produktům, které Fuchs v televizi prezentoval, patří například kráječ na zeleninu nebo přípravek sloužící k ochraně karoserií.
V Česku jeho teleshoppingové pořady daboval herec Zdeněk Junák.